# Citroën C6
Citroën C6 – samochód osobowy klasy wyższej średniej produkowany pod francuską marką Citroën w latach 2005–2012. Od 2016 roku produkowany jest nowy model o tej nazwie na rynek chiński.

## Pierwsza generacja

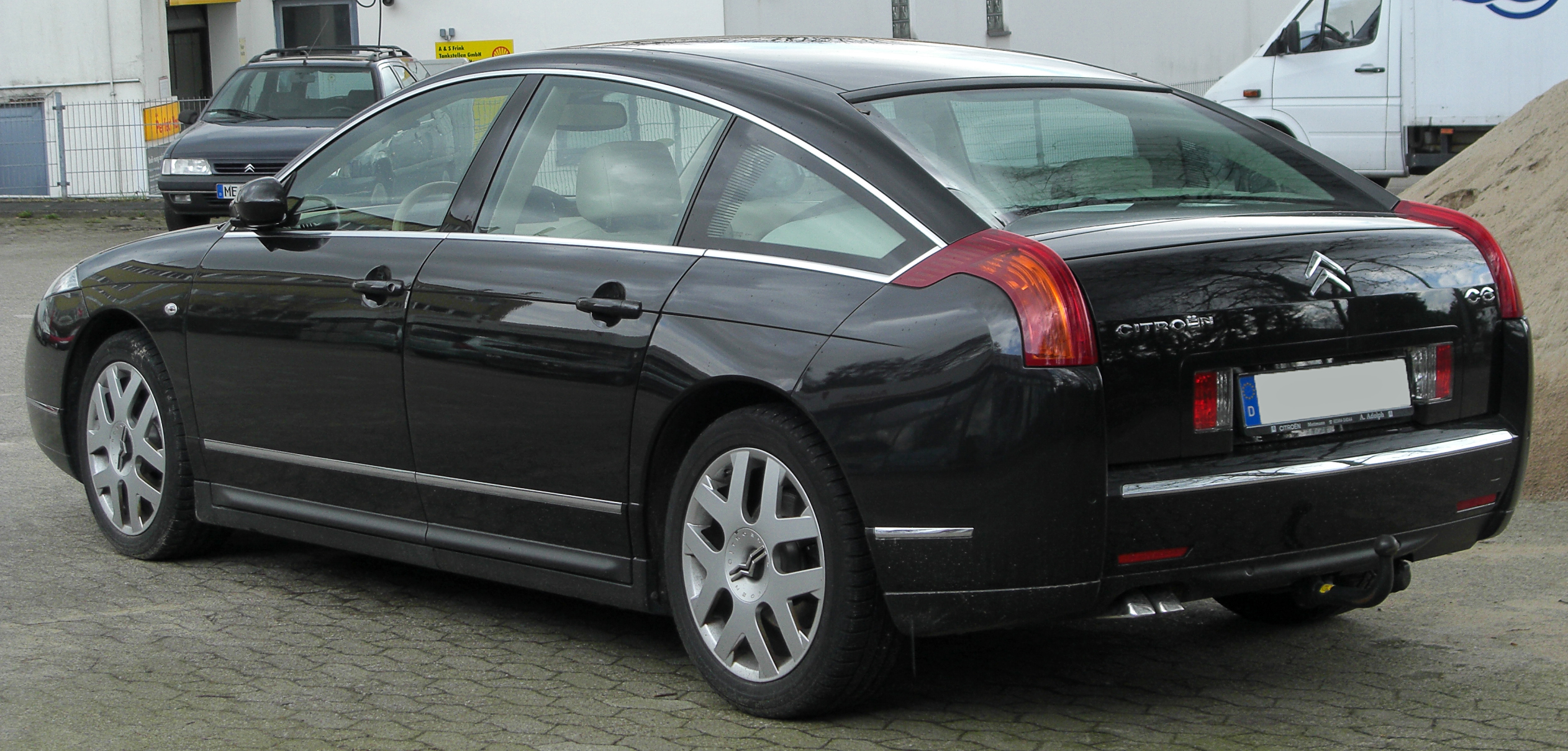
Citroën C6 I - tył

Citroën C6 I został po raz pierwszy oficjalnie zaprezentowany w 2005 roku.
Model C6 zastąpił produkowany w latach 1989 - 2000 model XM. Auto wyposażone zostało w zawieszenie hydropneumatyczne Hydractive 3+. Podobnie jak w modelu C5 jest to układ trzeciej generacji, jednak dodatkowo wyposażony został w system aktywnej regulacji tłumienia AMVAR. Posiada on 16 stopni tłumienia z trzema trybami pracy. System AMVAR był dostępny tylko w modelu C6 oraz bliźniaczym Peugeot 407 w wersji Coupe, w pojazdach z sześciocylindrowymi jednostkami napędowymi.
Stylistycznie pojazd bazuje na zaprezentowanym w 1999 roku samochodzie koncepcyjnym C6 Lignage. Zaprojektowano je jako alternatywę dla klasycznie stylizowanych limuzyn typu Audi A6 czy Mercedesa klasy E. Za projekt nadwozia odpowiada Jean-Pierre Ploué. Podobnie jak u jednego z poprzedników Citroëna CX zastosowano wklęsłą tylną szybę. Ma to zapobiegać jej nadmiernemu brudzeniu się, a dzięki odpowiedniej aerodynamice pozwoliło to na nie montowanie tylnej wycieraczki.
Produkcja pojazdu zakończona została 19 grudnia 2012 roku. Wyprodukowano 23 384 egzemplarze.

### Wyposażenie[7]
- Basis
- Pallas

- C6
- Lignage
- Exclusive

W zależności od wersji wyposażeniowej pojazdu auto wyposażone może być m.in. w 9 poduszek powietrznych, system ABS i ESP, aktywne zagłówki, elektryczny hamulec postojowy, czujniki parkowania, system ostrzegający o niezamierzonej zmianie pasa ruchu, skórzaną bądź zamszową tapicerkę, elektryczne sterowanie szyb, elektryczne sterowanie lusterek, elektryczne sterowanie foteli przednich oraz tylnej kanapy, system nawigacji satelitarnej z 7-calowym ekranem dotykowym, 8-głośnikowy system audio firmy JBL z łączem Bluetooth, wycieraczki z czujnikiem deszczu, podgrzewane foteli przednich i tylnej kanapy, tempomat, reflektory ksenonowe z funkcją doświetlania zakrętów, światła przeciwmgłowe oraz dwu lub trzystrefową klimatyzację automatyczną, a także trzy wyświetlacze wyposażone w system HUD wyświetlający podstawowe parametry pojazdu na przedniej szybie oraz elektrycznie sterowane okno dachowe.

### Silniki
| Wersja               | Pojemność skokowa (cm³) | Moc maksymalna (KM) przy obr./min | Maks. moment (Nm) przy obr./min | Układ i liczba cylindrów | Liczba zaworów    | Przyśpieszenie 0-100 km/h (s) | Prędkość maksymalna (km/h) | Średnie zużycie paliwa (l/100 km) |                   |
| Silniki benzynowe    | Silniki benzynowe       | Silniki benzynowe                 | Silniki benzynowe               | Silniki benzynowe        | Silniki benzynowe | Silniki benzynowe             | Silniki benzynowe          | Silniki benzynowe                 | Silniki benzynowe |
| -------------------- | ----------------------- | --------------------------------- | ------------------------------- | ------------------------ | ----------------- | ----------------------------- | -------------------------- | --------------------------------- | ----------------- |
| 3.0 V6               | 2946                    | 211/6000                          | 290/3750                        | V6                       | 24                | 9,4                           | 230                        | 11,2                              |                   |
| Silniki wysokoprężne |                         |                                   |                                 |                          |                   |                               |                            |                                   |                   |
| 2.2 HDi Biturbo      | 2179                    | 170/4000                          | 370/1500                        | R4                       | 16                | 10,3                          | 217                        | 6,6                               |                   |
| 2.7 V6 HDi Biturbo   | 2720                    | 204/4000                          | 440/1900                        | V6                       | 24                | 9,3                           | 230                        | 8,7                               |                   |
| 3.0 V6 HDi Biturbo   | 2992                    | 241/3800                          | 450/1600                        | V6                       | 24                | 8,5                           | 240                        | 7,4                               |                   |

## Druga generacja

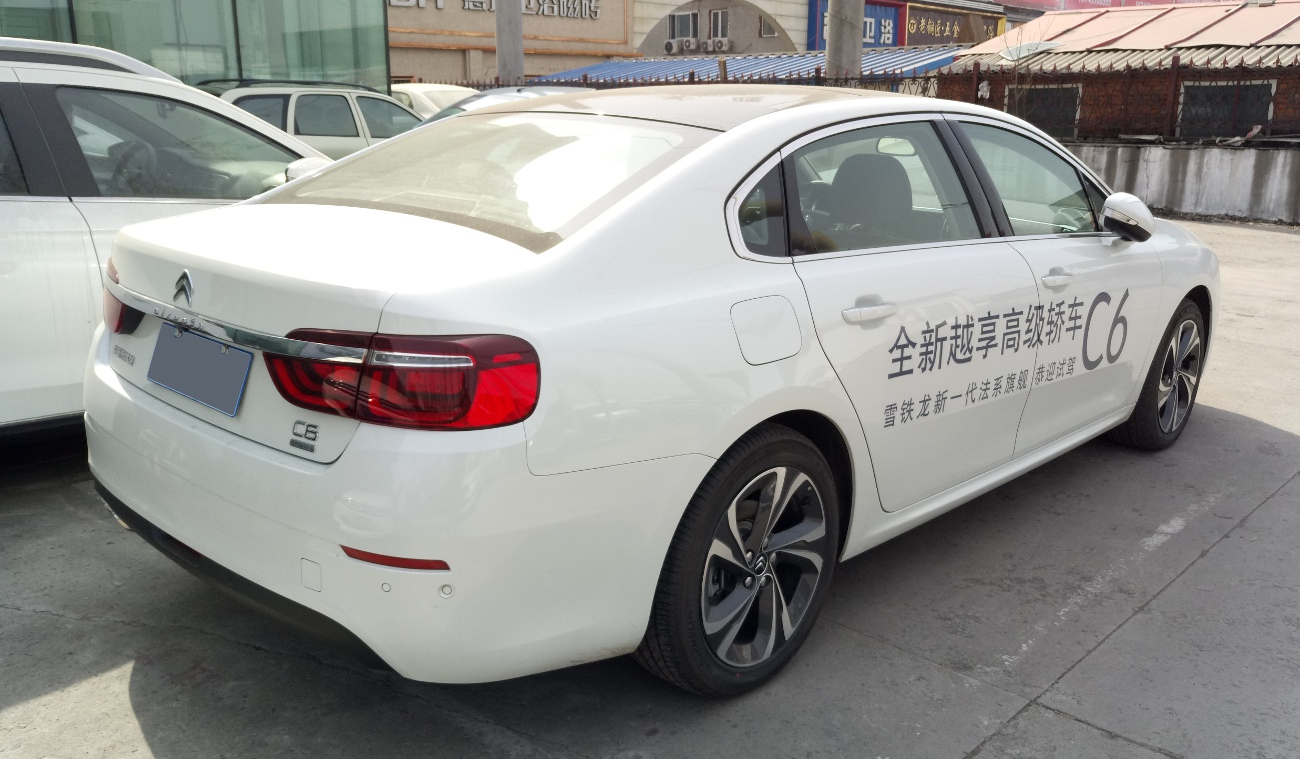
Citroën C6 II - tył

Citroën C6 II został po raz pierwszy oficjalnie zaprezentowany podczas targów motoryzacyjnych w Pekinie w 2016 roku. 
Samochód został zbudowany we współpracy z chińską firmą Dongfeng Motors na bazie modułowej płyty podłogowej PSA EMP2, która wykorzystana została m.in. do budowy modelu Dongfeng Fengshen A9. Auto zbudowane zostało z myślą o chińskim rynku motoryzacyjnym. 

### Silniki
Z uwagi na wysokie podatki nakładane w Chinach na duże pojemności silnika, auto wyposażone zostało w czterocylindrowy, turbodoładowany silnik benzynowy o pojemności 1.8 l i mocy maksymalnej 204 KM i 280 Nm maksymalnego momentu.

### Wyposażenie
Samochód wyposażony może być m.in. w pełni LEDowe przednie reflektory oraz elektroniczny zestaw wskaźników. 